# Buko (film)
Buko je filmová komedie režisérky a scenáristky Alice Nellis. Vypráví příběh o hledání a potřebě svobody na farmě; titulní roli ztvárnil eponymní kůň domácí. Snímek představila režisérka, spolu s herečkou Marthou Issovou a dalšími tvůrci, 7. července roku 2022 na 56. ročníku Mezinárodního filmového festivalu v Karlových Varech. Distributor Buka, společnost Cinemart, jej uvedl do kin 29. září 2022. V půli září 2023, na 45. ročníku Festivalu české filmové komedie v Novém Městě nad Metují, ocenili Buko Zlatým Primem.

## Synopse
Jarmila (Anna Cónová) řeší dilema: stojí totiž před rozhodnutím, jak naloží se závěrem svého života. Buď trpělivé, odevzdané „přečkávání“, či osobní vzpoura – okolí navzdory – v podobě docela nečekaného dobrodružství; do života jí totiž překvapivě vstoupí cirkusový vysloužilec, kůň-senior jménem Buko. A právě tato změna pro Jarmilu představuje vykročení ke kýžené duševní svobodě.

## Obsazení
| Anna Cónová     | Jarmila Šestáková              |
| Miroslav Krobot | Antonín Šesták, manžel Jarmily |
| Petra Špalková  | Tamara, dcera Jarmily          |
| Jan Cina        | Tomáš, syn Jarmily             |
| Martha Issová   | knihovnice Tereza              |
| Martin Kubačák  | farmář Karel                   |
| Lenka Termerová | matka Terezy                   |
| Jana Oľhová     | Karlova matka                  |